# Europäische Universität Sankt Petersburg
Die Europäische Universität Sankt Petersburg (russisch Европейский университет в Санкт-Петербурге; engl.: European University at St. Petersburg) ist eine 1994 gegründete private Universität für Graduierte, die als eine der führenden Hochschulen für Geistes- und Sozialwissenschaften in Russland gilt.
Als Universität für höhere Fachsemester und Graduierte bildet sie primär Doktoranden und Studenten in ihren Masterprogrammen aus. Die Masterabschlüsse (M.A.) der Fakultät für Politikwissenschaft und Soziologie werden von der Universität Helsinki validiert.
In einem englischsprachigen internationalen Masterprogramm in Russland- und Eurasienstudien (IMARES; International Master of Arts in Russian Studies) studieren vorwiegend ausländische Studenten von nordamerikanischen und westeuropäischen Universitäten, denen bei ausreichenden Sprachkenntnissen auch russischsprachige Lehrveranstaltungen zur Verfügung stehen.
Die Universität wird u. a. von der Ford Foundation, MacArthur Foundation, Soros Foundation und der Fritz Thyssen-Stiftung unterstützt. Sie bietet Masterprogramme in Volkswirtschaft, Ethnologie, Geschichte, Kunstgeschichte, Politikwissenschaft, Soziologie und weiteren Geisteswissenschaften an.
2007 gewann die Universität ein mit 673.000 € dotiertes Forschungsprojekt der Europäischen Kommission mit dem Ziel der Verbesserung der Kenntnisse über Wahlbeobachtung in Russland. Nachdem sie von Präsident Putin beschuldigt worden war, ein „Agent ausländischer Einmischung“ zu sein, wurde das Projekt zum 31. Januar 2008 von der Universität beendet. In „seltsamer zeitlicher Koinzidenz“ (NZZ) wurde die Universität von der Feuerpolizei, vom Justizministerium und vom Bildungskomitee inspiziert.
Am 8. Februar 2008, noch vor der Inspektion des Bildungskomitees, wurde die Universität wegen Verstößen gegen die Brandschutzbestimmungen für den Lehrbetrieb geschlossen.
Am 18. Februar 2008 bestätigte das Dserschinski-Bundesgericht die Schließung für eine Dauer von 90 Tagen, wonach erneut auf Einhaltung der Brandschutzbestimmungen geprüft werden kann.
Am 21. März 2008 erlaubte das Dserschinski-Bundesgericht der Universität aufgrund der Verbesserungen beim Brandschutz und unter der Auflage, die Maßnahmen fortzuführen, die Wiedereröffnung.

## Absolventen
Obwohl die Europäische Universität St. Petersburg noch relativ jung ist, hat sie bereits zahlreiche herausragende Absolventen hervorgebracht. Viele Ehemalige und Absolventen sind wissenschaftlich tätig und haben ihre Forschung und Lehrtätigkeit an führenden russischen, europäischen und nordamerikanischen Institutionen wie u. a. Cambridge, Oxford, Harvard, Yale, University of Chicago, European University Institute (Florenz, Italien), Max-Planck-Institut für Gesellschaftsforschung (Köln) fortgesetzt. Andere wiederum sind in der russischen Regierung, international tätigen Unternehmen und Organisationen wie der Weltbank, den Vereinten Nationen Sekretariat New York, dem US-Außenministerium und der Europäischen Kommission tätig.
Absolventen der Universität in Europa haben sich im November 2008 im gemeinnützigen Verein European University at Saint Petersburg Alumni (Europe) e.V. (auch bekannt als EUSP Alumni (Europe) e.V.) mit Sitz in Berlin zusammengeschlossen. Die Mitglieder organisieren Ehemaligentreffen, fungieren als Karrierenetzwerk und unterstützen die Europäische Universität und ihre Studenten. Aus Spenden der Absolventen und Förderer werden u. a. seit 2009 eigene Reisestipendien für Studierende der Europäischen Universität finanziert, die vom europäischen Absolventenverein vergeben werden.
Ein Weiterer, laut Andrei Kolesnikow „ideologisch motivierter“ Entzug der Lehrlizenz erfolgte im September 2017; die Lizenz wurde im Sommer 2018 wieder erteilt.